# Загребля (гміна Тріщани)
Загребля (пол. Zagroble) — частина села Неледів у Польщі, в Люблінському воєводстві Грубешівського повіту, ґміни Тріщани.